# Maria (film multinational, 2024)
Pour les articles homonymes, voir Maria.
Ne doit pas être confondu avec Maria (film français, 2024).
Pour plus de détails, voir Fiche technique et Distribution.
Maria est un film multinational réalisé par Pablo Larraín, sorti en 2024. Il s'agit d'une fiction sur la cantatrice grecque Maria Callas. Il se concentre sur les derniers jours de sa vie dans les années 1970 alors qu'elle vit à Paris.

## Synopsis
Au cours de la dernière semaine de sa vie, Maria Callas, la plus célèbre cantatrice du XXe siècle, qui a perdu ses facultés vocales, se remémore sa carrière et sa vie, particulièrement sa relation (de 1959 à 1968) avec Aristote Onassis (1906-1975).
Elle se rappelle notamment sa rencontre avec le président Kennedy (1917-1963), dont la veuve épousera Onassis en 1968. Une autre scène la montre au chevet d'Onassis mourant, lui disant qu'il l'attendra à Athènes, après sa mort. Mais leur entretien est interrompu par l'arrivée de Jacqueline.
Maria Callas vit depuis plusieurs années recluse dans un appartement à Paris, avec un majordome et une gouvernante. Durant ces quelques jours, elle rencontre un cinéaste qui tourne un film à son sujet. Elle rencontre aussi (contre son gré) son médecin, qui l'informe de son mauvais état de santé et lui recommande d'éviter toute fatigue. Malgré cela, elle prépare une prestation.

## Fiche technique
Sauf indication contraire, les informations mentionnées dans cette section peuvent être confirmées par la base de données cinématographiques IMDb,  présente dans la section « Liens externes ».
- Titre original : Maria
- Réalisation : Pablo Larraín
- Scénario : Steven Knight
- Musique : n/a
- Direction artistique : Attila Illés
- Décors : n/a
- Costumes : Massimo Cantini Parrini
- Photographie : Edward Lachman
- Montage : n/a
- Production : Jonas Dornbach, Juan de Dios Larraín et Lorenzo Mieli

Producteur délégué : Miki Emmrich
- Sociétés de production : Apartment Pictures, Fabula Pictures, Fremantle Media Company et Komplizen Film
- Société(s) de distribution : n/a
- Budget : n/a
- Pays de production :  Allemagne,  États-Unis,  Émirats arabes unis,  Italie
- Langue originale : anglais
- Format : couleur
- Genre : drame biographique
- Durée : 124 minutes
- Dates de sortie[2] : 
  - Italie : 29 août 2024 (Mostra de Venise)
  - États-Unis : 27 novembre 2024
  - France : 5 février 2025

## Distribution
- Angelina Jolie (VF : Françoise Cadol) : Maria Callas
  - Aggelina Papadopoulou : Maria Callas jeune
- Valeria Golino : Yakinthi Callas
- Haluk Bilginer : Aristote Onassis
- Alba Rohrwacher : Bruna Lupoli
- Pierfrancesco Favino : Ferruccio Mezzadri
- Kodi Smit-McPhee (VFB : Maxime Donnay) : Mandrax
- Alessandro Bressanello : Giovanni Battista Meneghini
- Caspar Phillipson : John Fitzgerald Kennedy
- Vincent Macaigne : docteur Fontainebleau
- Lydía Koniórdou : Lista Callas, mère de Maria et Yakinthi
- Stephen Ashfield : Jeffrey Tate

## Production
En octobre 2022, Angelina Jolie est annoncée dans le rôle de Maria Callas. Le film est réalisé par Pablo Larraín, d'après un script écrit par Steven Knight. Ce film marque le retour de l'actrice au cinéma deux ans après Les Éternels.
Le tournage débute en octobre 2023. Les prises de vues ont lieu à Paris, Budapest, en Grèce et à Milan. Selon les producteurs du film, aucune fourrure n'a été utilisée pour les vêtements du personnage principal basés sur les vêtements originaux de Maria Callas,.
Peu de temps avant la sortie du film, l'acteur danois Caspar Phillipson annonce via ses réseaux sociaux qu'il reprendra pour la 3e fois son rôle de l'ancien président américain John Fitzgerald Kennedy, après l'avoir déjà interprété dans Jackie du même réalisateur et Blonde d'Andrew Dominik.

## Sortie

### Accueil critique
Après la présentation internationale du film à la Mostra de Venise, Angelina Jolie est longuement applaudie ; la critique est cependant divisée, Le Figaro y voyant un film convenu qui sonne faux, tandis que The Guardian salue la réussite d'un drame capable d'emporter les spectateurs.
En France, le site Allociné donne une moyenne de 3,2⁄5, d'après l'interprétation de 35 critiques de presse.

### Box-office
| Pays ou région        | Box-office | Date d'arrêt du box-office | Nombre de semaines |
| --------------------- | ---------- | -------------------------- | ------------------ |
| États-Unis Canada     | $          | 28 octobre 2024            | 1                  |
| France                | entrées    | 28 octobre 2024            | 1                  |
| Total hors États-Unis | $          | 28 octobre 2024            | 1                  |
| Total mondial         | $          | 28 octobre 2024            | 1                  |

## Distinctions

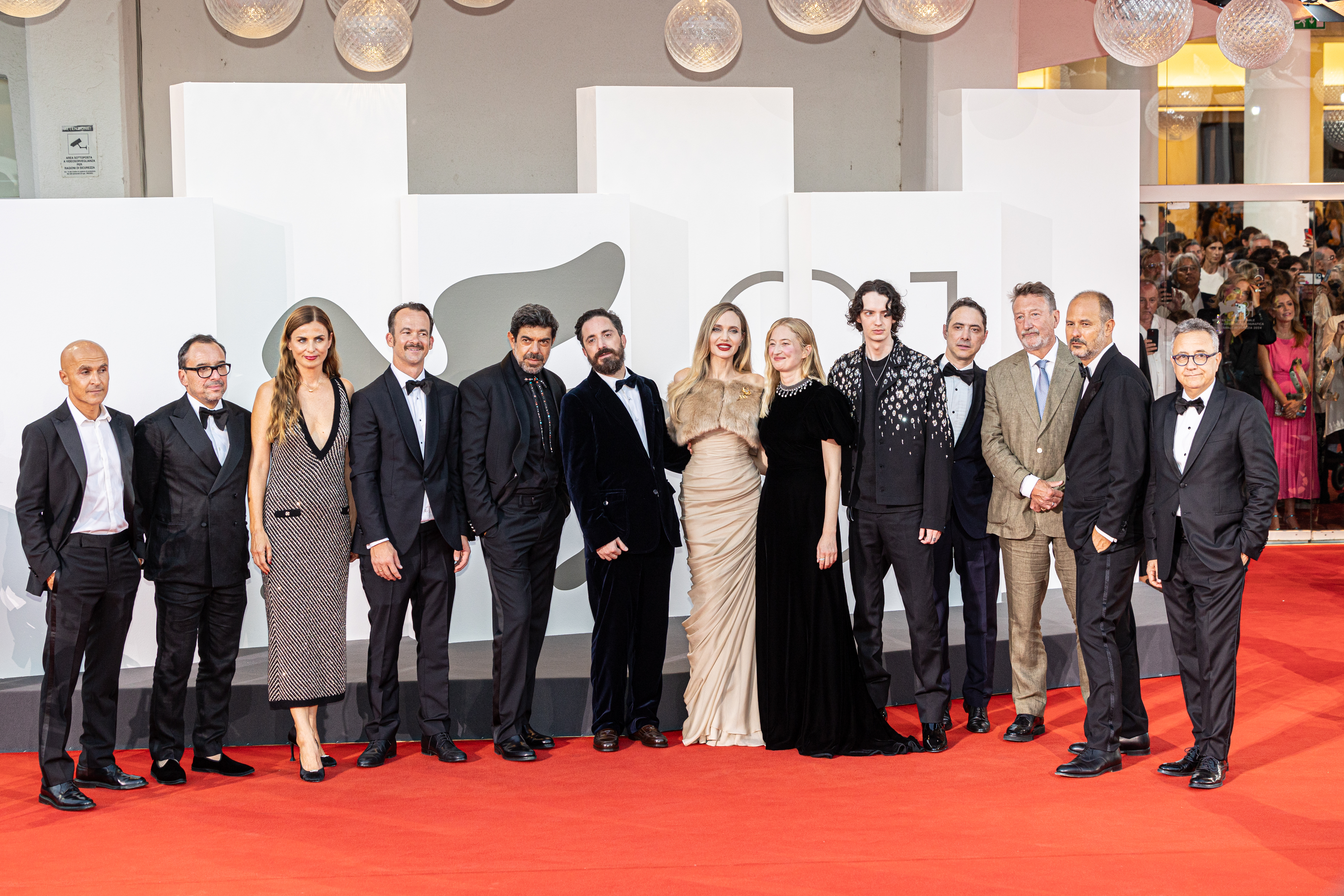
Une partie du casting et de l'équipe du film à la 81E Mostra de Venise.

### Nominations
- Golden Globes 2025 : Meilleure actrice dans un film dramatique pour Angelina Jolie
- Oscars 2025 : Meilleure photographie

### Sélection
- Mostra de Venise 2024 : en compétition officielle